# Google Developers
Google Developers (раніше Google Code) — це сервіс для розробників програмного забезпечення. У першу чергу призначений для продуктів, пов'язаних з продуктами компанії Google. Проте сайт також надає сервіс для сторонніх розробок. Один з основних сервісів — система контролю версій. Всі проєкти, що викладаються на Google Developers, є open source. Є можливість вибрати з дев'яти можливих ліцензій : Apache, Artistic, BSD, GPLv2, GPLv3, LGPL, MIT, MPL і EPL.

## Можливості Google Developers
- Система управління версіями (вкладка source). Доступні системи контролю версій — Subversion, Git і Mercurial. У системі управління версіями є репозиторій для зберігання вихідного коду, і можна подивитися будь-яку версію вихідного коду. Також можна переглянути різницю (diff) між двома послідовними версіями.
- Огляди коду (code review). Коментування чужого коду, вказуючи недоліки прямо до ділянок коду.
- Сторінки з описом проєкту (вкладка wiki). Створюються за допомогою вікіподібної розмітки.
- Файли для завантаження (вкладка downloads). Наприклад, бінарні файли для кінцевого користувача.
- Система баг-трекінгу (вкладка issues). Якщо в програмі була знайдена помилка, то її можна там зареєструвати з описом, менеджер проєкту може призначити її виправлення певному розробнику, а той виправити.
- Управління доступом (вкладка administer). Хто може робити commit, а хто керувати користувачами. Є можливість повідомлення по e-mail або через запит HTTP POST.

## API
Google пропонує широкий спектр інтерфейсів прикладного програмування, найчастіше базуються навколо актуальних продуктів Google, таких як AdSense, Google Checkout і Google Toolbar.

### API засновані на SOAP
API AdSense і AdWords, засновані на протоколі обміну повідомленнями Simple Object Access Protocol, дозволяють розробникам інтегрувати власні додатки з даними сервісами Google. AdSense API дозволяє власникам вебсайтів і блогів керувати своїм обліковим записом AdSense, призначеним для користувача змістом і переглядати звіти про ефективність реклами і прибутку. AdWords API відкриває користувачам AdWords програмний доступ до їх акаунтів.

### API даних Google
API даних Google дозволяють розробникам створювати додатки, що працюють з даними сервісів Google. Зараз до них належать API для Google Apps, Blogger, Google Base, Google Book Search, Google Calendar, Google Code Search, Google Spreadsheets, Google Notebook, і Picasa.

## Open source проєкти
Вільні проєкти і патчі до вільних проєктів, які розроблені всередині компанії Google.

### Gears
Gears — це відкрите програмне забезпечення, що дозволяє створювати вебдодатки, що працюють без доступу до Інтернету. Google Gears зберігає дані на локальному комп'ютері в реляційної БД (SQLite), які потім використовуються вебдодатком, а також може періодично робити синхронізацію з онлайн-сервісами.

### Google Web Toolkit
Google Web Toolkit (GWT) — вільний Java фреймворк, який дозволяє веб розробникам створювати Ajax додатки на основі Java. Випускається під ліцензією Apache версії 2.0. GWT робить акцент на повторне використання та кросбраузерну сумісність.

## Summer of Code
Google Summer of Code — це менторська програма з пошуку студентів для участі в Open Source проєктах. У 2007 році програма отримала близько 6200 додатків.

## Розміщення (хостинг) проєктів
Google Developers запустив сервіс хостингу проєктів, в рамках якого надає вільним проєктам систему управління версіями (Subversion, Git або Mercurial), а також систему відслідковування помилок, вікі-систему для документації та файловий архів (з обмеженням в 100 Мб на розмір одного файлу). Сервіс доступний і безкоштовний для використання.

### Закриття хостингу файлів
20 травня 2013 Google оголосиву своєму блозі, що закриває хостинг файлів, оскільки деякі користувачі зловживали цією можливістю. Однак для старих проєктів все залишиться як і раніше до 14 січня 2014 року. Замість завантажень на сторінці проєкту Google пропонує використовувати свій хмарний сервіс Google Drive.